# Narmin Kazimova
Narmin Kazimova est une joueuse d'échecs azerbaïdjanaise née le 28 juillet 1993.

## Biographie et carrière
Grand maître international féminin depuis 2015, Kazimova a remporté le championnat azerbaïdjanais féminin en 2009 et 2016.
Elle a participé à l'Olympiade d'échecs de 2008, marquant 4 points sur 8 comme échiquier de réserve (remplaçante) de l'équipe féminine d'Azerbaïdjan et à l'Olympiade d'échecs de 2016 dans l'équipe A d'Azerbaïdjan (4,5 points sur 7 comme échiquier de réserve).